# Ria Deeg
 (février 2024).
Si vous disposez d'ouvrages ou d'articles de référence ou si vous connaissez des sites web de qualité traitant du thème abordé ici, merci de compléter l'article en donnant les références utiles à sa vérifiabilité et en les liant à la section « Notes et références ».
Ria Deeg, née le 2 octobre 1907 à Dutenhofen, arrondissement de Wetzlar, et morte le 3 août 2000 à Gießen est une résistante allemande contre le national-socialisme.

## Biographie
Biographie Ria Deeg a été élevée seule par sa mère avec ses deux frères et sœurs. La mère subvenait aux besoins de la famille en travaillant comme femme de ménage, après que le père, un journalier, soit décédé peu de temps après la naissance de Ria. De 1914 à 1922, elle fréquenta l'école primaire à Gießen et travailla ensuite comme employée de maison, ouvrière auxiliaire, stagiaire en librairie, et plus tard jusqu'en 1932 au Konsumverein de Gießen. En 1923, elle rejoignit la Jeunesse ouvrière socialiste, en 1925 le SPD et le syndicat. En 1932, elle quitta le SPD parce qu'elle estimait que le parti était trop conciliant face à la montée du national-socialisme, et elle adhéra au KPD. Elle fut alors licenciée du Konsumverein, orienté socialement démocrate. La même année, elle travailla pour le journal régional du KPD, le Gießener Echo.
Après la prise du pouvoir par les nazis, elle commença à travailler illégalement. Elle distribuait des tracts et des journaux, collectait de l'argent et des denrées alimentaires pour aider les familles des personnes arrêtées. Après l'arrestation de la direction régionale illégale, elle distribua davantage de tracts elle-même. Les matériaux étaient fabriqués et diffusés dans des conditions aventureuses, et elle était toujours en danger d'être découverte et arrêtée. Par exemple, elle cacha la machine à écrire illégale dans le tiroir d'un membre de la SA qui vivait en sous-location chez sa mère. En novembre 1934, Ria Deeg fut arrêtée. En juillet 1935, elle fut condamnée à 38 mois de prison pour préparation à la haute trahison, huit mois de détention préventive n'étant pas pris en compte en raison de son "déni obstiné". Après des séjours en prison à Gießen, Darmstadt, Mayence et Aichach/Oberbayern, elle fut placée sous surveillance policière et devait se présenter trois fois par semaine. Elle dut remettre sa clé de maison, ne pouvait pas quitter la ville et devait rester à la maison de 22 heures à 6 heures du matin. 
En 1940, elle épousa Walter Deeg. Tout contact entre eux était interdit ; à leur libération, ils avaient dû s'engager par écrit à "ne pas entrer en contact avec des personnes ayant des opinions similaires ou politiquement condamnées", sinon ils seraient immédiatement envoyés dans un camp de concentration. La Gestapo intensifia alors la terreur, convoqua des gens et espionna les habitants. Après que son mari eut été enrôlé au printemps 1943 dans la division punitive 999, elle resta seule avec trois petits enfants - le fils commun Werner, ainsi que ses enfants d'un premier mariage, Edith et Walter - et fit l'expérience de la guerre, des bombardements et de la libération. 
Après la libération du national-socialisme, elle devint en décembre 1945 directrice de la "Betreuungstelle für politisch, rassisch und religiös Verfolgte" à Gießen. 
Après l'autorisation du KPD, elle fut active au sein du conseil de district et membre du conseil régional ; elle était conseillère municipale avec Anton Kaiser jusqu'à l'interdiction du KPD en 1956. Lors de sa dernière assemblée municipale, elle présenta une motion "contre l'enregistrement du service militaire" par la municipalité de Gießen. En 1958, son mari fut condamné à neuf mois de prison pour activités illégales en faveur du KPD, désormais interdit. Il s'agissait de tracts contre le service militaire et contre l'acquisition de terres à des fins militaires. Elle fut acquittée faute de preuves. Plus tard, elle participa avec son mari à des actions telles que "Combat contre la mort nucléaire" et les marches de Pâques. Elle fut une actrice importante de la VVN, qu'elle avait cofondée en Hesse en 1947, et du DKP, constitué à l'automne 1968. 
Après le coup d'État militaire d'Augusto Pinochet au Chili en 1973, elle fut l'une des premières à s'occuper des réfugiés chiliens. Elle travailla avec le comité Chili et soutint les antifascistes en Espagne (voir franquisme), au Portugal (voir Révolution des œillets) et en Grèce (voir dictature militaire grecque). 
Le 18 mars 1987, le maire de Gießen, Manfred Mutz (SPD), au nom du conseil municipal SPD/Verts de l'époque, lui remit la médaille d'or de la ville universitaire de Gießen, la plus haute distinction que la ville puisse décerner, en plus de la citoyenneté d'honneur. Dans son discours, Mutz souligna "son engagement inlassable pour l'humanité, la décence et la morale politique". Les félicitations du maire furent suivies de celles de Hans Pfeifer (CDU), représentant du président du conseil municipal, et de Friedel Eidmann (FDP), Günther Becker (SPD) et Heinrich Brinkmann (Les Verts) pour leur fraction. 
Toute sa vie, elle participa activement à des actions antifascistes contre les anciens et les nouveaux nazis, notamment lors de la marche commémorative annuelle à Gießen depuis 1978 en mémoire de la nuit de pogrom du 9 novembre 1938, et elle témoigna dans des classes et des organisations sur ses expériences pendant l'époque nazie.

## Citation
Extrait de la préface de la 4e édition de "Signale aus der Zelle" (1993) : 
"Maintenant, j'ai 86 ans et j'ai combattu toute ma vie pour la paix et le socialisme. Je ne regrette pas un seul jour. Le camp socialiste s'est effondré, des erreurs ont été commises. Mais cela ne devrait pas nous décourager. Karl Marx n'est pas mort, son idée vit toujours, et il reste toujours, et aujourd'hui plus que jamais, à lutter pour un monde meilleur - contre le capitalisme et la guerre. Malheureusement, la mémoire des gens est très courte."

## Publications
- Mémoires "Signale aus der Zelle". Éditeur de la DKP, Gießen.
- Construction et fondation de la section hessoise de l'Association unie des persécutés du régime nazi (VVN) à Gießen en 1946. Dans : Uta George et al. : Die andere Perspektive – Ein historischer Rückblick auf Gießen im 20. Jahrhundert. Ricker’sche Univ.-Buchhandlung, Gießen 1997,  (ISBN 3-925740-19-8)[4].

## Littérature
- Kurt Heyne : Widerstand in Gießen und Umgebung 1933–45. Mitteilungen des Oberhessischen Geschichtsvereins Gießen, Neue Folge 71 (1986), Gießen 1986.